# Duje Bonačić
Duje Bonačić, född 10 april 1929 i Split, död 24 januari 2020 i Split, var en jugoslavisk roddare.
Han blev olympisk guldmedaljör i fyra utan styrman vid sommarspelen 1952 i Helsingfors.